# Milan Zloković
Milan Zloković (v srbské cyrilici Милан Злоковић, 6. dubna, 1898, Terst, Rakousko-Uhersko – 29. května 1965, Bělehrad, SFRJ) byl srbský architekt.

## Biografie
Pocházel ze srbské rodiny, žijící v přímořském městě Terst. Studoval nejprve na Reálném gymnáziu v Terstu, později na Vyšší technické škole ve Štýrském Hradci. Kvůli první světové válce však musel nastoupit do armády. Po skončení konfliktu pokračoval na vysoké škole, konkrétně v Bělehradě (studium dokončil v roce 1921) a v Paříži. V roce 1925 připravil několik návrhů menších železničních stanic, jako jeden z mála architektů na území tehdejšího Království Srbů, Chorvatů a Slovinců přijal myšlenky moderní architektury. Roku 1928 se připojil do skupiny GAMP (skupiny architektů moderního směru) spolu s řadou místních architektů a českým Janem Dubovým. Od roku 1950 působil na Architektonické fakultě Univerzity v Bělehradě.

## Dílo
Zloković vypracoval za svůj život okolo 170 projektů, za které získal i řadu ocenění. Mezi budovy, které navrhl, patřila řada škol, nemocnic, hotelů a některé další, které se nacházejí v Matarušké Banji, Prizrenu (Učitelská škola) a Bělehradu, dále potom budova Centrální banky Bosny a Hercegoviny na Titově třídě v Sarajevu, dům obchodně-průmyslové komory ve Skopje, Hotel Mediteran v Ulcinji a další.